# The Officer Down Memorial Page
The Officer Down Memorial Page, Inc. (Abk.: ODMP), ist eine US-amerikanische nicht-gewinnorientierte Website im Bereich des virtuellen Friedhofs. Sie ist gedacht als Gedenk- und Erinnerungsstätte für die US-Polizeibeamten sowie den Beamten des US-Strafvollzugs, die in der Ausübung ihrer Pflicht in den USA ums Leben gekommen sind. Ins Leben gerufen wurde dieses Projekt 1996 von Chris Cosgriff, der damals Student an der staatlichen Universität James Madison University in Harrisonburg im US-Bundesstaat Virginia war. Sitz der Organisation ist Fairfax (Virginia).

## Geschichte
Anfangs war die Website eine bloße Auflistung der gefallenen Beamten des gleichen Jahres, später wurde sie ausgebaut und beinhaltete die Namen aller getöteten Polizisten der 1990er Jahre. Mit Unterstützung durch die National Law Enforcement Officer’s Memorial Fund besitzt die ODMP in ihrer Datenbank mittlerweile die Namen von 21.254 getöteten Beamten (Stand: 30. November 2012). Die reicht zurück zum Jahre 1791, in dem der vorerst ersterwiesene in Ausübung seiner Pflicht getötete Polizist Constable Darius Quimby aus Albany County im US-Bundesstaat New York bei einer Verhaftung erstochen wurde.

### Sonstige ODMPs
Weiterhin gibt es zwei zusätzliche Officer Down Memorial Pages die sich mit Polizeibeamten, die in Ausübung des Dienstes ums Leben gekommen sind, auseinandersetzen. Das sind ODMP-Kanada sowie ODMP-Mitteleuropa.

## Desiderat
Mit einer in den Vereinigten Staaten großen Anzahl solcher Internet-Gedenkstätten für getötete Polizisten, ist ODMP die populärste ihrer Art, mit (Stand 2010) durchschnittlich über 32.000 Internetbesuchern pro Tag.

## Mitarbeiter
Neben Chris Cosgriff als Leiter des Projektes ist auch Steve Weiss, Leiter des ehrenamtlichen Rechercheteams des ODMP tätig. Steve Weiss selbst ist ein Sergeant beim New York City Police Department im 81. Precinct. Im Laufe seiner Recherchen deckte er hunderte von „vergessenen“ Fällen auf, in denen Polizisten während der Dienstausführung ihr Leben ließen. Es führte dazu, dass diese Beamten verspätet, aber dennoch auf die Gedenkmauer, der National Law Enforcement Officers Memorial Wall in Washington, D.C. eingetragen werden konnten, eine Mauer ähnlich dem Vietnam Veterans Memorial.